# Zátopek (película)
Zátopek es una película dramática biográfica checa de 2021 sobre Emil Zátopek. Está dirigida por David Ondříček y protagonizada por Václav Neužil. Fue seleccionada como la entrada checa al Mejor Película Internacional en la 94.ª edición de los Premios de la Academia.

## Sinopsis
Ron Clarke compite en los Juegos Olímpicos de Verano de 1968, pero no logra ganar ninguna medalla. Sintiéndose decepcionado por haber perdido su última oportunidad de ganar una medalla olímpica, comienza a dudar de su carrera y decide conocer a Emil Zátopek a quien adora. La película trata sobre su diálogo durante el cual el público puede conocer retrospectivamente la carrera deportiva de Zátopek y su vida.

## Reparto
- Václav Neužil como Emil Zátopek
- Martha Issová como Dana Zátopková
- Robert Mikluš como Josef Dostál
- James Frecheville como Ron Clarke
- Gabriel Andrews como El entrenador de Ron
- Sinead Phelps como Helen
- Sean Brodeur como Soldado inglés
- Anna Schmidtmajerová como El amigo de Dana
- Filipp Mogilnitskiy como periodista soviético
- Roy McCrerey como Comentarista inglés
- Daniela Hirsh como Traductor
- Kevin Clarke como Espectador descontento

## Producción
A David Ondříček se le ocurrió una idea para la película en 2007 y comenzó a trabajar en el guion y comenzó a preparar la película después de terminar Dukla 61. En 2015, Ondříček comenzó a reunir fondos para la película y presentó una solicitud para una subvención del Fondo Estatal Checo para Cinematografía, pero fue rechazada dos veces. Después del estreno de la película Dukla 61 de Ondříček, se aceptó la tercera solicitud de Ondříček y Zátopek recibió un subsidio de 15 millones de CZK que le permitió a Ondříček renovar los preparativos.
El rodaje comenzó el 29 de abril de 2019 en el estadio Březnice cerca de Příbram. Las escenas filmadas allí con los actores principales también incluyeron alrededor de 150 extras y se consideraron una de las más costosas y complicadas de la película debido a la cantidad de personas.
Las partes principales de la película se filmaron a partir de agosto de 2019. El equipo filmó en varias áreas deportivas, como Riegrovy sady o el estadio Za Lužánkami, que sirvió como reemplazo del Estadio Olímpico de Londres y el Estadio Olímpico de Helsinki. El estadio tuvo que ser ajustado para el rodaje. Disparando concluido en noviembre de 2019.
El primer tráiler de la película se lanzó el 30 de diciembre de 2019.

## Lanzamiento
La película se estrenó originalmente el 13 de agosto de 2020, pero se retrasó para 2021 debido a la pandemia de COVID-19 en la República Checa. Se fijó nueva fecha para el 12 de agosto de 2021. Finalmente se trasladó al 20 de agosto de 2021 durante el 55.ª Festival Internacional de Cine de Karlovy Vary. La distribución para cines se fijó para el 26 de agosto de 2021.

## Recepción

### Recepción crítica
Zátopek ha recibido críticas generalmente positivas de los críticos con un 82 % en Kinobox.

### Premios
La película ganó el premio de la audiencia en el Festival Internacional de Cine de Karlovy Vary y obtuvo una calificación de 1.13 de la audiencia superando por poco a Quo Vadis, Aida?.
| Año  | Acontecimiento                                      | Premio             | Categoría              | Recipient(s)   | Resultado | Ref(s) |
| ---- | --------------------------------------------------- | ------------------ | ---------------------- | -------------- | --------- | ------ |
| 2021 | 55.ª Festival Internacional de Cine de Karlovy Vary | Globo de Cristal   | Mejor película         |                | Nominada  | [ 20 ] |
| 2021 | 55.ª Festival Internacional de Cine de Karlovy Vary | Premio Deník Právo | Premio de la audiencia | David Ondříček | Ganador   | [ 21 ] |